# NGC 6126
NGC 6126 (również PGC 57908 lub UGC 10353) – galaktyka soczewkowata (S0), znajdująca się w gwiazdozbiorze Korony Północnej. Odkrył ją Édouard Jean-Marie Stephan 19 czerwca 1880 roku.